# Nguyễn Hoài Phương
Nguyễn Hoài Phương (sinh năm 1964) là một sĩ quan cấp cao trong Quân đội nhân dân Việt Nam, hàm Thiếu tướng, hiện đang giữ chức Phó Tư lệnh thường trực phía Nam Bộ đội Biên phòng. Ông còn là đại biểu Quốc hội Việt Nam khóa 13, thuộc đoàn đại biểu Tây Ninh.

## Thân thế sự nghiệp
Ông sinh ngày 07 tháng 7 năm 1964 ở Thới Thạnh, quận Ô Môn, thành phố Cần Thơ.
Ông vào đảng ngày 25 tháng 7 năm 1986.
Ông từng giữ chức vụ Tỉnh ủy viên, Phó Bí thư Đảng ủy, Chỉ huy trưởng Bộ đội biên phòng tỉnh Tây Ninh.
Năm 2017, ông được bổ nhiệm giữ chức Phó Tham mưu trưởng Bộ đội Biên phòng.
Năm 2018, ông được bổ nhiệm giữ chức Phó Tư lệnh thường trực phía Nam Bộ đội Biên phòng Cũng trong năm 2018, ông được thăng cấp Thiếu tướng.